# Frisland
 For alternative betydninger, se Frisland (flertydig). (Se også artikler, som begynder med Frisland)
Frisland betegner det område i Nordvesteuropa, der ligger ud mod Vesterhavet og som bebos af folk, der taler (eller har talt) frisisk, det vil sige kystområdet fra Vidåen til Ejderens munding og fra Elbens munding til Den Helder mod sydvest. Frisland falder i sin udstrækning overvejende sammen med Vadehavet og de dertil knyttede landområder, de frisiske øer og gestranden.
Frisland har aldrig udgjort et sammenhørende statsligt område men har i historisk tid været delt mellem flere stater. Området har spillet en stor rolle for de delområder, som de har været en del af, dels i kraft af landvindinger i form af kog, som den stedlige befolkning gennem tiderne har gjort, dels ved modsvarende landtab fx ved "Den Store Manddrukning" og andre stormfloder, dels som forbindelsesled for handel og skibsfart både mellem de enkelte delområder indbyrdes og i forhold til andre områder, dels som spredningsvej for tekniske innovationer så som diger, sluser, vind- og vandmøller i forbindelse med afvanding, mejeridrift med mere.

## Delområder
Frisland kan inddeles efter henholdsvis landskabelige og politisk-administrative delinger.
I landskabelig henseende kan Frisland inddeles i det egentlige vadehav, de mellem vadehavet og Vesterhavet beliggende frisiske øer samt gestranden (kystområderne på gesten). Hvert af disse delområder lader sig underinddele efter de særlige dannelsesforhold og nuværende forhold.
I politisk-administrativ henseende kan landskabet Frisland opdeles i:
1. Regionen Vestfrisland i provinsen Nordholland, provinserne Frisland (Vestlauwersk Frisland, vest for floden Lauwers) og Groningen i Nederlandene;
2. Øst-Frisland (bestående af Østfrisland, det Oldenborgske Frisland, Saterland, Butjadingen og Wursten) i Nedersaksen i Tyskland;
3. Nordfrisland i Nordfrislands kreds og Pinneberg kreds (øen Helgoland) i Slesvig-Holsten i Tyskland (før 1864: Hertugdømmet Slesvig, Kongeriget Danmark).